# Ibitiúva
Ibitiúva é um distrito do município brasileiro de Pitangueiras, que integra a Região Metropolitana de Ribeirão Preto, no interior do estado de São Paulo.

## História

### Origem
No final do século XIX a criação de gado impulsionou o surgimento de vários povoados no interior de São Paulo, sendo a principal causa da fundação de Ibitiúva.
Conforme registros por volta de 1882 já existia um povoado com o nome de Vila Dama, assim chamado devido ao sobrenome dos proprietários. Em 1908 foi construída a igreja e nesta época a vila contava, além da igreja e casas, com um armazém de secos e molhados e uma farmácia.
Os primeiros moradores da vila, além da família proprietária, foram as famílias de José Rigoto, José Cardoso, Eurico Rosas, Major Joaquim Rodrigues, Elisiário Barbosa e Sultério Barbosa, entre outros.

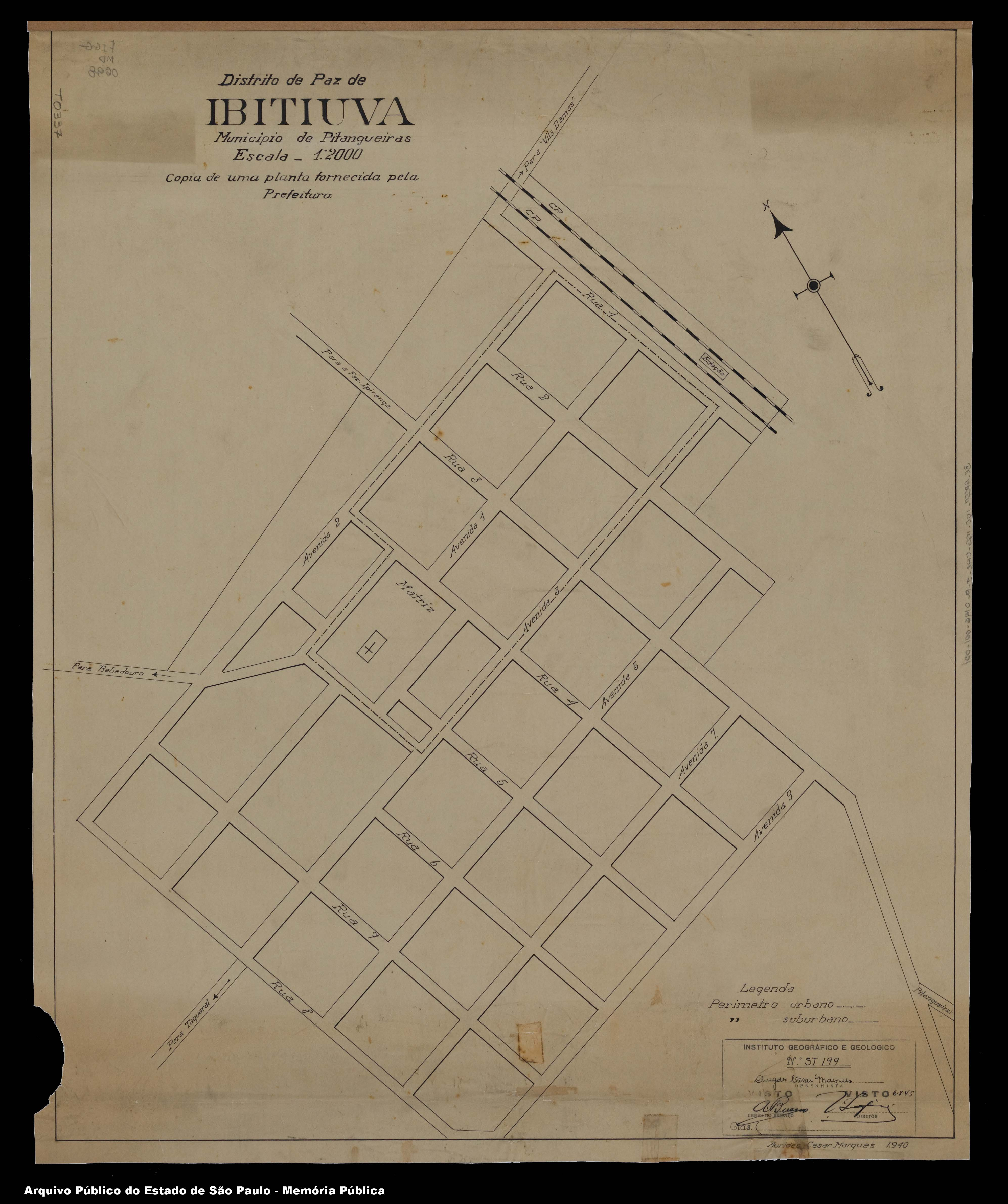
Planta da área urbana original.

Com o objetivo de escoar a produção de café da região a ferrovia chega ao local em 1907 pelos irmãos engenheiros Bernardino e Francisco de Queiroz Catoni, através da construtora Peti & Catoni, mas devido às condições de relevo a ferrovia não passou próxima ao povoado de Vila Dama. Este fato fez com que o local do povoado, que era composto de pequenos produtores de café, comerciantes e operários da obra do grupo da construtora Peti & Catoni, mudasse gradativamente para as margens da ferrovia.
Assim em 1909 já existiam várias famílias que residiam às margens da ferrovia, dando origem ao povoado de Ibitiúva, entre elas as famílias de Joaquim Prudêncio da Silva, Antonio Quintino de Oliveira, Marcos e Elisio Teixeira, Deocleciano Pulino, Major Sultério de Camargo Barbosa, Antonio Ferraz Dutra e Moyses de Mello. Já em 1910 foi fincado um cruzeiro no local onde hoje é a Praça da Matriz de Ibitiúva, sendo um marco de fundação do povoado que crescia.
Em 1912, a ferrovia foi incorporada à Estrada de Ferro São Paulo — Goyaz, que inaugurou a estação ferroviária de Ibitiúva. No mesmo ano o Major Joaquim Prudêncio da Silva doou o terreno e as pedras para a construção da primeira capela.
Em 1918 foi concluída a construção da igreja e o povoado já contava com comerciantes e alguns estabelecimentos. Na época, as casas eram construídas de madeira com o chão em terra nua. Já a primeira casa de tijolos de Ibitiúva foi a Cooperativa de Consumo Popular.

### Formação administrativa
- Distrito Policial de Ibitiúva criado em 09/03/1915 no município de Pitangueiras[5].
- Distrito criado pela Lei nº 1.666 de 27/12/1919[6][7].

### Pedidos de emancipação
O distrito tentou a emancipação político-administrativa e ser elevado à município, através de processos que deram entrada na Assembléia Legislativa do Estado de São Paulo nos anos de 1963 e 1979, mas como não atendia os requisitos necessários exigidos por lei para tal finalidade, os processos foram arquivados.
Em 1987, em outra tentativa de emancipação, o distrito de Ibitiúva chegou a ser elevado a categoria de município, através da Lei nº 6.645 de 09/01/1990, mas a emancipação foi cancelada judicialmente por uma ADIn (Ação Direta de Inconstitucionalidade), pois na realização do plebiscito em 05/11/1989 somente foi consultada a população do distrito, não sendo consultada a população de Taquaral, que na época também era distrito de Pitangueiras e que seria integrado ao novo município de Ibitiúva.
Por ironia do destino, posteriormente Taquaral se emancipou de Pitangueiras e Ibitiúva continua até hoje sendo distrito. Em 1994 Ibitiúva entrou com outro pedido de emancipação, mas o processo encontra-se com a tramitação suspensa na ALESP.

## Geografia

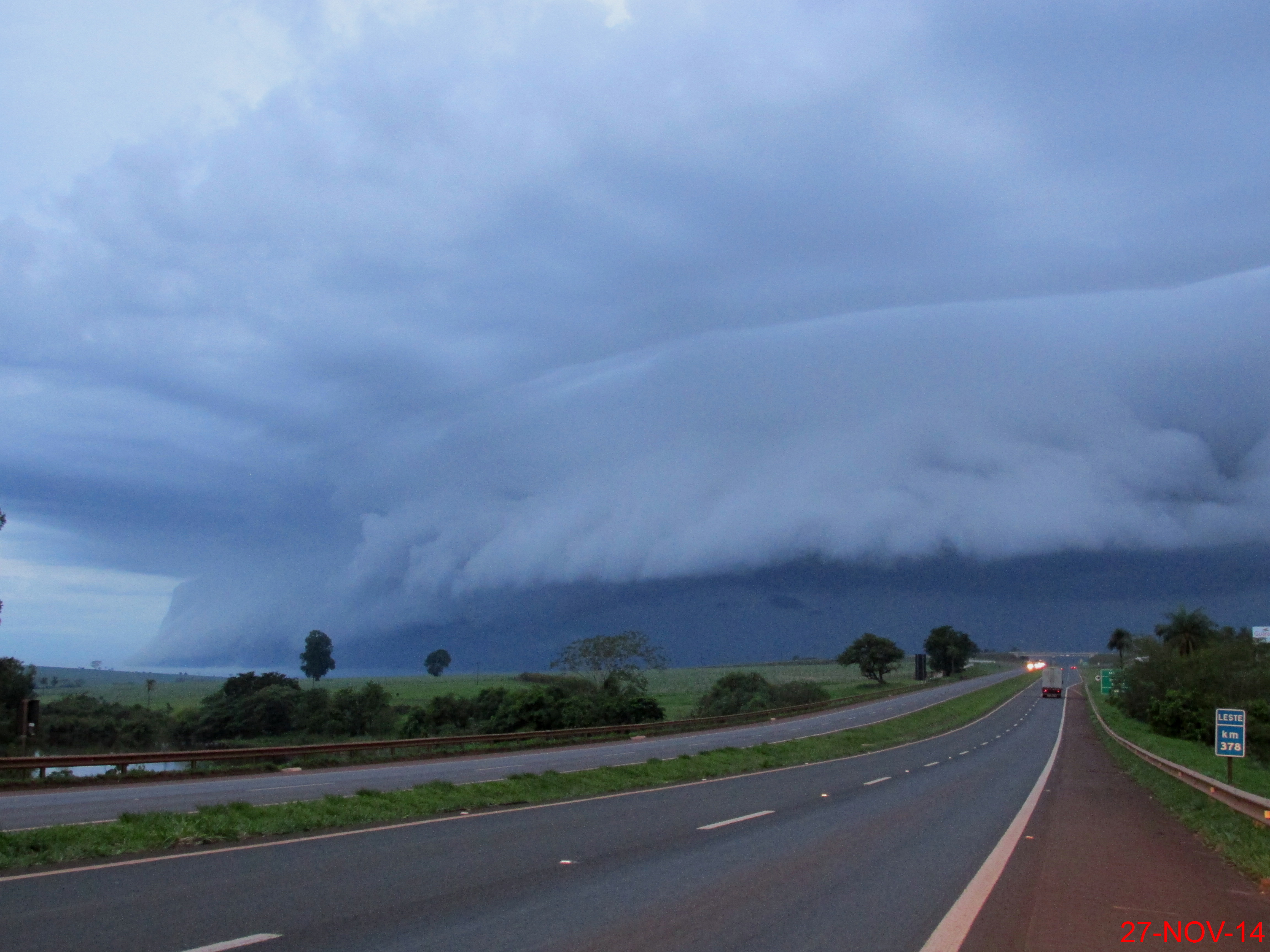
Trecho da SP-322 próximo ao trevo de Ibitiúva.

### Demografia

#### População urbana
| Crescimento população urbana | Crescimento população urbana | Crescimento população urbana | Crescimento população urbana |
| Censo                        | Pop.                         |                              | %±                           |
| ---------------------------- | ---------------------------- | ---------------------------- | ---------------------------- |
| 1934                         | 634                          |                              |                              |
| 1940                         | 813                          |                              | 28,2%                        |
| 1950                         | 810                          |                              | −0,4%                        |
| 1960                         | 1 038                        |                              | 28,1%                        |
| 1970                         | 1 417                        |                              | 36,5%                        |
| 1980                         | 1 920                        |                              | 35,5%                        |
| 1991                         | 3 268                        |                              | 70,2%                        |
| 2000                         | 3 138                        |                              | −4,0%                        |
| 2010                         | 3 206                        |                              | 2,2%                         |
| Fonte: IBGE e Fundação SEADE |                              |                              |                              |

#### População total
Pelo Censo 2010 (IBGE) a população total do distrito era de 3 722 habitantes.

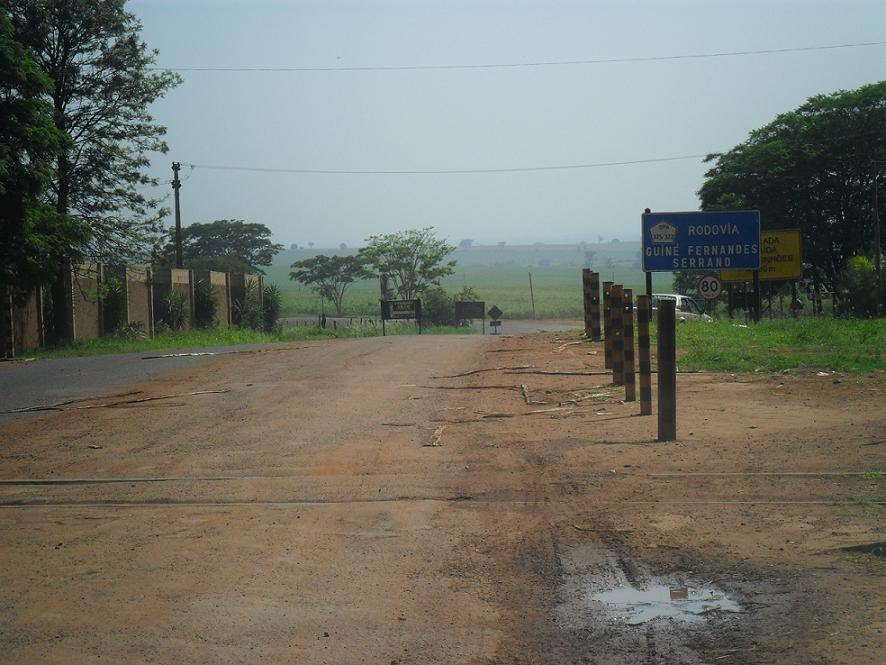
Passagem de nível na entrada de Ibitiúva.

### Área territorial
A área territorial do distrito é de 124,668 km².

### Rodovias
O principal acesso ao distrito é a Rodovia Armando de Salles Oliveira (SP-322).

### Ferrovias
Pátio Ibitiúva (ZIB) da Linha Tronco (Companhia Paulista de Estradas de Ferro), estando a ferrovia atualmente desativada sob concessão da Rumo Malha Paulista.

## Serviços públicos

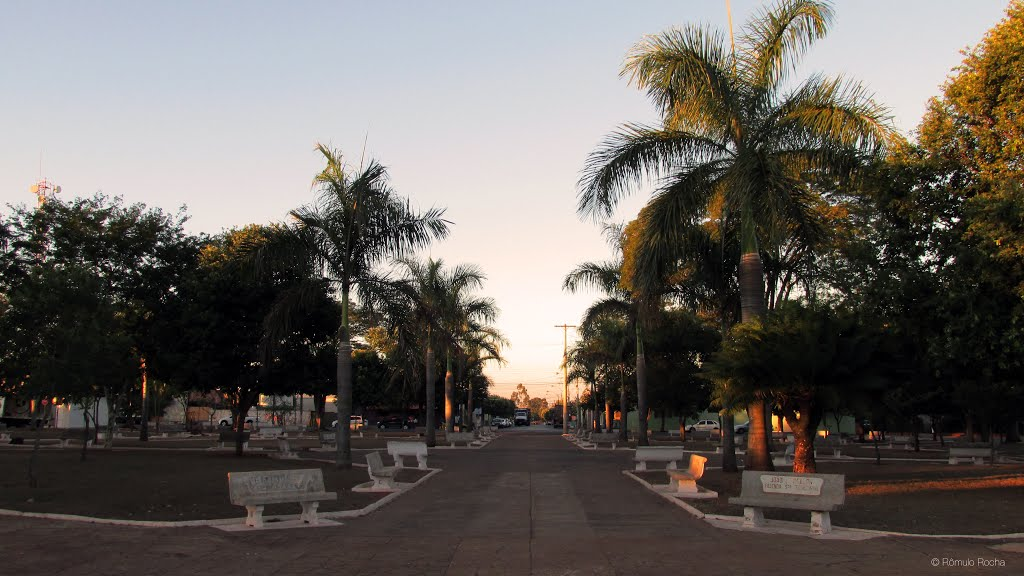
Praça.

### Administração
A administração do distrito é feita pela Diretoria Administrativa / Subprefeitura de Ibitiúva

### Registro civil
Atualmente é feito no próprio distrito, pois o Cartório de Registro Civil das Pessoas Naturais ainda continua ativo. Os primeiros registros dos eventos vitais realizados neste cartório são:

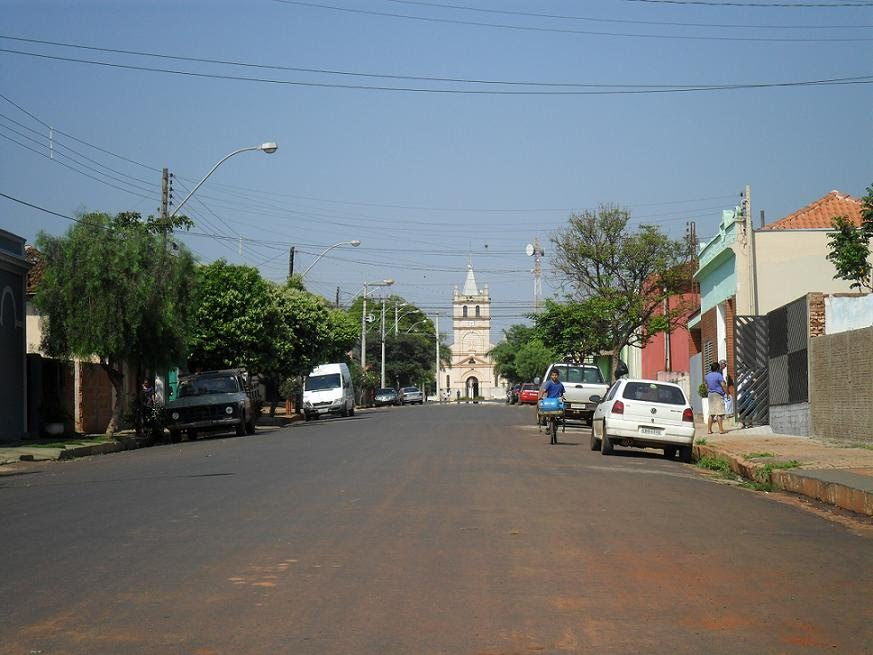
Aspecto local.

- Nascimento: 03/08/1920
- Casamento: 25/09/1920
- Óbito: 30/08/1920

### Assistência Social
- CRAS - Centro de Referência de Assistência Social, que agora tem posto do Cadastro Único (CadÚnico)[21][22]

### Educação
- Creche Nossa Senhora Aparecida
- Escola Municipal Antônio Domingos Paro
- Escola Estadual Domingos Paro[21]

### Saúde
- Pronto Atendimento de Ibitiúva
- Programa da Saúde de Ibitiúva[21]

### Segurança
- Guarda Civil Municipal[21]

### Saneamento
O serviço de abastecimento de água é feito pela Prefeitura Municipal de Pitangueiras. 

### Energia
A responsável pelo abastecimento de energia elétrica é a CPFL Paulista, distribuidora do grupo CPFL Energia.

### Telecomunicações
O distrito era atendido pela Telecomunicações de São Paulo (TELESP), que inaugurou a central telefônica utilizada até os dias atuais. Em 1998 esta empresa foi vendida para a Telefônica, que em 2012 adotou a marca Vivo para suas operações.

## Atividades econômicas

### Usina de açúcar e álcool
No distrito está instalada a Unidade Andrade da Tereos Açúcar & Energia Brasil, que produz o Açúcar Guarani. Controlada pelo Grupo Tereos, a empresa é a quarta maior produtora mundial de açúcar e a terceira maior produtora de açúcar do Brasil.
Também está instalada a Usina Termelétrica Ibitiúva, que possui uma unidade geradora de energia movida a bagaço de cana-de-açúcar, com capacidade instalada de 33 MW. Controlada pela Engie Brasil Energia, iniciou sua operação em 2010.

## Religião

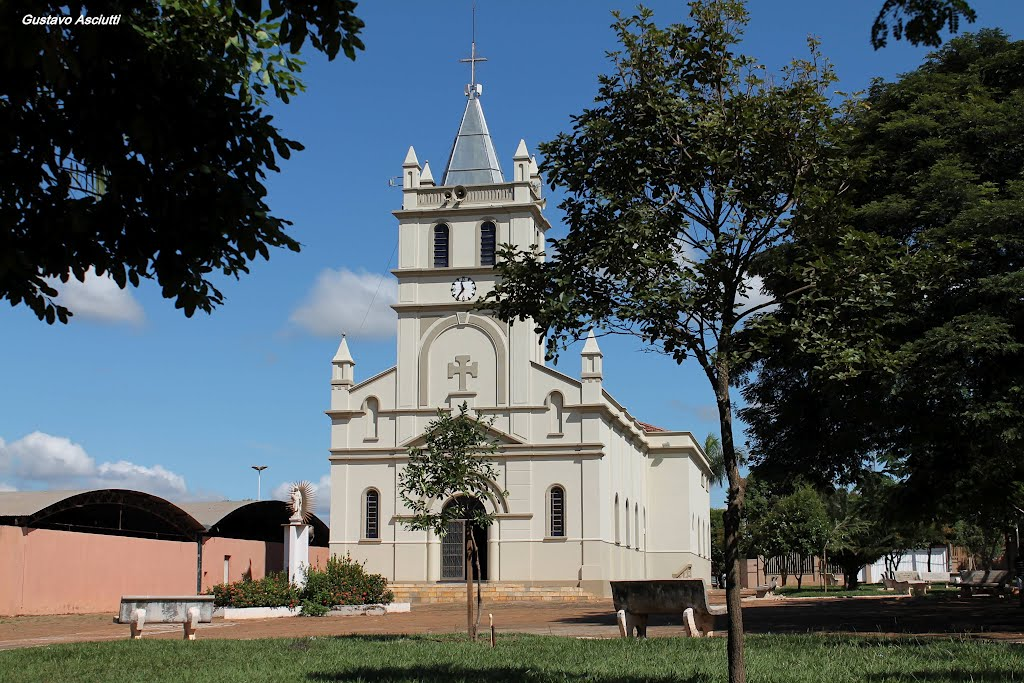
Igreja.

O Cristianismo se faz presente no distrito da seguinte forma:

### Igreja Católica
- A igreja faz parte da Diocese de Jaboticabal[32].

### Igrejas Evangélicas
- Congregação Cristã no Brasil[33].